# جوناثان فانس
جوناثان فانس (بالفرنسية: Jonathan Vance)‏ (و. 1964  م) هو ضابط كندي، ولد في كينغستون.

## مناصب
تولى منصب Chief of the Defence Staff (Canada) ‏ (منذ 17 يوليو 2015).

## التعليم
تعلم في Royal Roads Military College ‏ (1982–1986).

## الخدمة العسكرية
خدم في الجيش الكندي.

## القيادات
تولى قيادة:
- القوات المسلحة الكندية (منذ يوليو 2015).

## جوائز
حصل على جوائز منها:
- Meritorious Service Cross [الإنجليزية]‏ (13 ديسمبر 2011)
- وسام الاستحقاق العسكري [الإنجليزية]‏ (28 نوفمبر 2008)
- ميدالية اليوبيل الذهبي للملكة إليزابيث الثانية [الإنجليزية]‏ (2002)
- قوة الحماية التابعة للأمم المتحدة
- Canadian Peacekeeping Service Medal [الإنجليزية]‏
- Special Service Medal (Canada) [الإنجليزية]‏
- General Campaign Star [الإنجليزية]‏
- ميدالية القوات الكندية [الإنجليزية]‏.